# 邦特之地

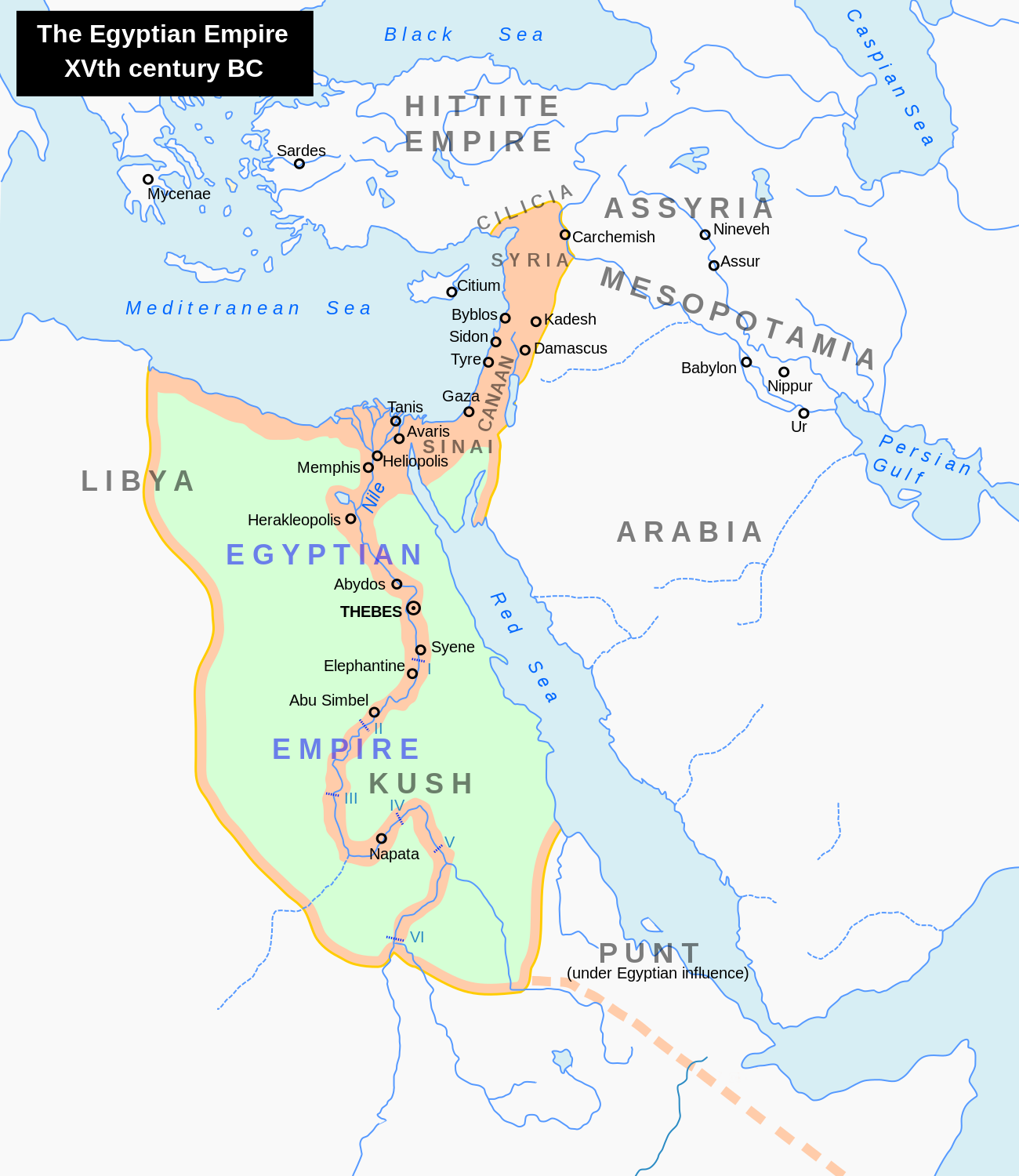
邦特及埃及的相对位置

邦特之地，或译作蓬特、朋特（圣书体转写：pwnt，构拟读音：/puːnɛt/）是古埃及贸易记录中的一个王国。这里生产和出口黄金、芳香树脂、黑檀木、乌木、象牙和野生动物。
邦特之地的确切位置至今仍有争论。多数学者认为邦特位于埃及的东南部，即是今天的索马里、吉布提、厄立特里亚以及埃塞俄比亚东北的沿海地区和苏丹的红海沿岸。也有学者指出古代的一些铭文显示邦特位于阿拉伯半岛，也可能处于非洲之角和阿拉伯半岛南部。

## 埃及对邦特的描述
对于邦特的最早描述来自于第五王朝第二任法老萨胡拉，对邦特返回的货物进行了记录；也有学者指出第四王朝法老胡夫时期就已经有对邦特黄金的记录。其后，在第六王朝、第十一王朝、第十二王朝及第十八王朝时期对邦特的记述增多。
十八王朝女法老哈特谢普苏特建立了一支红海贸易船队，以经六个月的行程到朋特之地进行贸易。底比斯用征服得来的努比亚黄金和奴隶前往南方的库施进行贸易，换来乳香、没药、沥青、泡碱、杜松油、亚麻及铜制饰品等，用来在卡纳克制作木乃伊。